# Seminario minore (Parma)
Il Seminario minore è un edificio dalle forme neogotiche situato in viale Solferino 25 a Parma, nei pressi della Casa madre dei Missionari Saveriani; costituisce la sede della scuola paritaria "Laura Sanvitale" e della scuola diocesana di Formazione teologica.

## Storia
L'elevata quantità di aspiranti al sacerdozio degli anni venti del XX secolo spinse l'allora vescovo Guido Maria Conforti alla decisione di costruire in città un nuovo seminario di grandi dimensioni, che si affiancasse all'antico Seminario maggiore che ancora oggi sorge a fianco del duomo.
Individuata l'area in un vasto lotto nella periferia a sud del centro storico, all'interno dello spazio occupato fino a pochi anni prima dal Campo di Marte, nel 1929 monsignor Conforti incaricò del progetto l'architetto ed ingegnere parmigiano Camillo Uccelli, in quel momento impegnato nella costruzione della chiesa di San Leonardo; l'architetto si ispirò ai modelli claustrali cistercensi, solenni ed austeri.
I lavori si protrassero fino al 1939, a causa delle notevoli dimensioni del palazzo e della complessità dell'intervento.
Dal 1978 una parte consistente dell'edificio ospita la scuola "Laura Sanvitale", in origine gestita direttamente dalle suore Figlie della Croce e diventata oggi scuola primaria paritaria e secondaria di I grado paritaria.
Dal 2010 all'interno del palazzo ha sede inoltre la scuola diocesana di Formazione teologica, fondata negli anni settanta del secolo scorso dal vescovo Amilcare Pasini.

## Descrizione

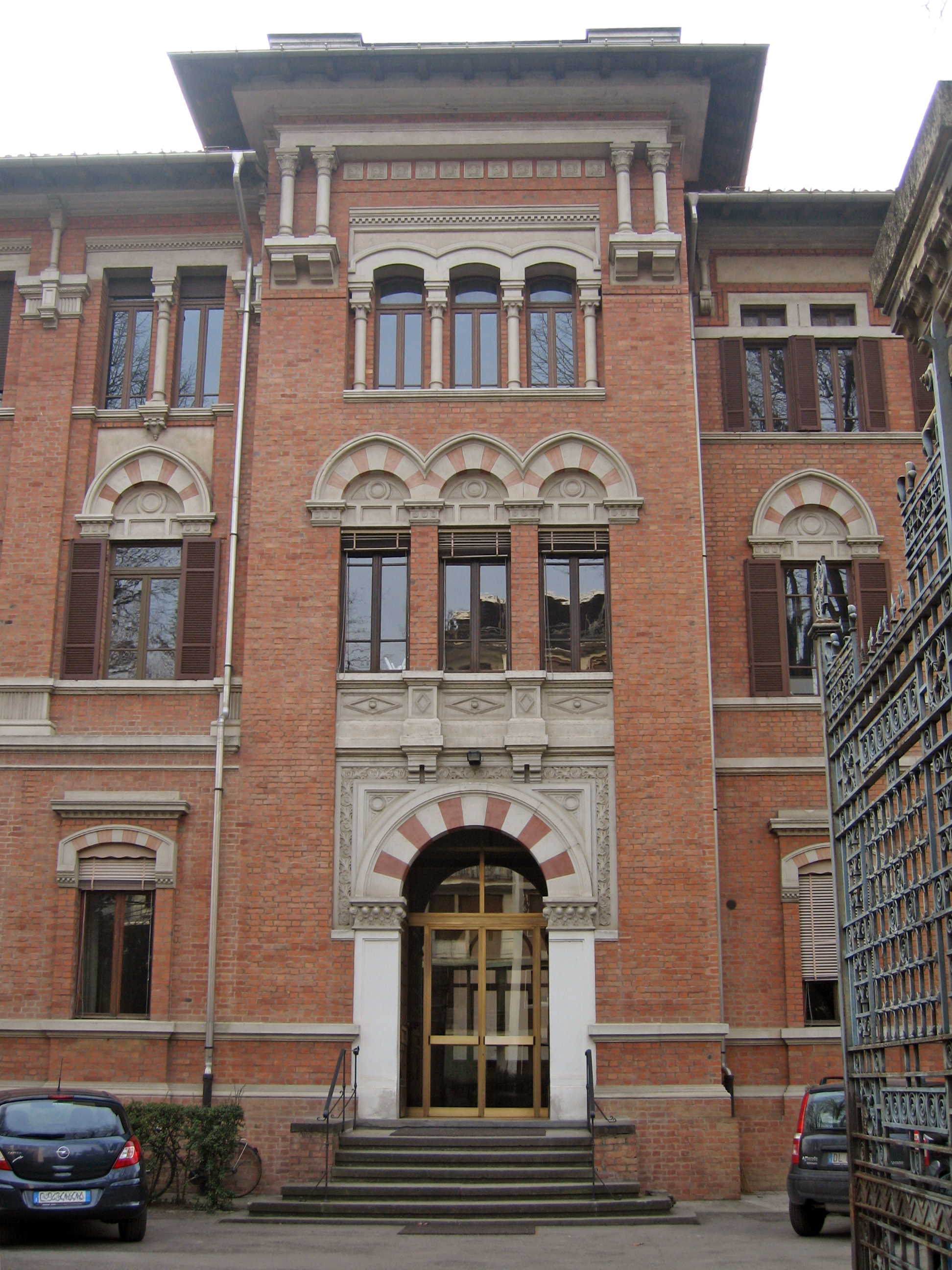
Uno degli ingressi su viale Solferino

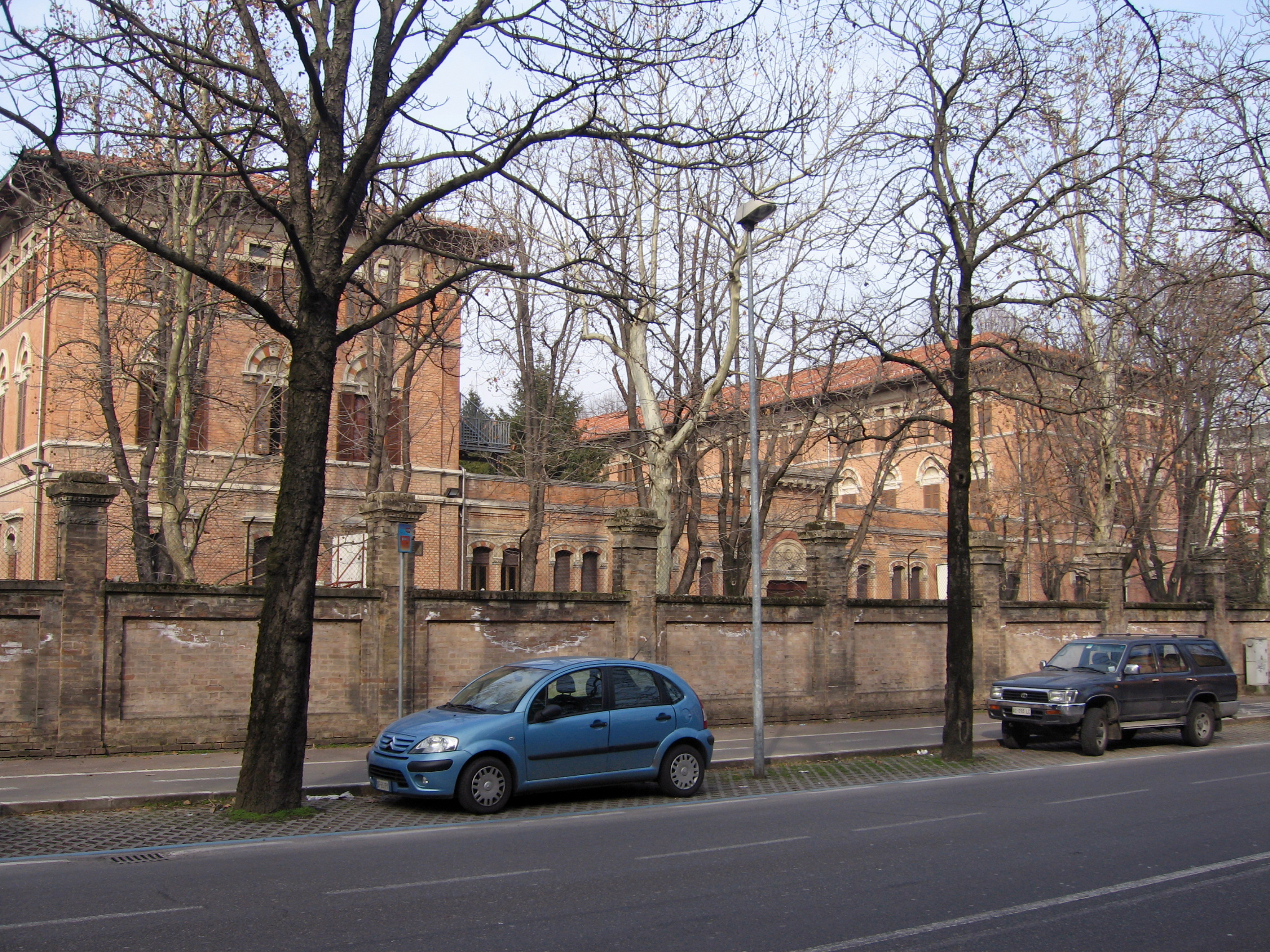
Facciata sud

Il grande palazzo si sviluppa su una pianta quadrata attorno al vasto cortile centrale.
Tutti i prospetti, in solenne stile neogotico, sono rivestiti in laterizio, con numerosi motivi ornamentali in cemento.
La facciata principale su viale Solferino è suddivisa simmetricamente in cinque corpi, con due distinti ingressi all'interno di altrettanti avancorpi che riprendono i tratti delle torrette medievali. Al primo piano, al di sopra di una doppia cornice marcapiano, tutte le finestre sono coperte da archi ogivali in cemento a strisce, mentre al secondo livello si alternano nelle varie parti bifore e trifore con esili colonnine; lo stesso motivo è ripreso nella fascia in prossimità del tetto, con altre colonnine di sostegno. Anche gli archi ribassati sulle finestre del livello terreno sono realizzati in cemento a strisce grigie e rosso mattone. Gli ampi ingressi ad arco sono inoltre arricchiti da piedritti con capitelli e fregi geometrici in calcestruzzo.
La facciata sud si distingue per il corpo centrale innalzato su un unico livello, con copertura piana; al centro è presente un maestoso ingresso sormontato da un arco in cemento decorato da altorilievi.
Al centro il grande chiostro è contornato da un porticato con colonnato chiuso da vetrate, in cui si alternano simmetricamente archi più ampi e più stretti; al livello terreno sono presenti gli uffici di segreteria ed alcune aule della scuola. Al piano seminterrato sono collocati il refettorio ed altri ambienti di servizio, mentre al primo e secondo piano si trovano altre aule, celle e servizi. All'interno dell'edificio sono collocati anche un teatro con gradinata ed una cappella.